# (84522) 2002 TC302
(84522) 2002 TC302 je velké transneptunické těleso obíhající v oblasti rozptýleného disku, které s velkou pravděpodobností splňuje podmínky pro udělení statutu trpasličí planety. Objevil jej 9. října 2002 tým vedený americkým astronomem Michaelem Brownem na observatoři Palomar. Těleso se nachází v dráhové rezonanci s Neptunem 2:5.

## Kandidát na trpasličí planetu
Objekt 2002 TC302 má absolutní hvězdnou velikost 3,87 a podle údajů ze Spitzerova vesmírného dalekohledu byl jeho průměr odhadnut na 1150 −100
+250  km. Tyto vlastnosti by ho kvalifikovaly mezi trpasličí planety, ovšem v měřeních stále existuje velká nejistota a nelze tedy vyloučit, že ve skutečnosti je menší.

## Povrch a albedo
Rozbor červeného spektra naznačuje, že povrch tělesa 2002 TC302 je jen velmi málo pokryt čerstvým ledem. Jeho albedo (odrazivost) se proto odhaduje na podprůměrnou hodnotu 3 %. Například u jiného tělesa, (55565) 2002 AW197, se odhaduje mnohem vyšší albedo 12 %, důsledkem čehož je poměrně velká absolutní hvězdná velikost (3,3), ačkoliv jeho průměr se odhaduje jen na 730 km.

Srovnání s dalšími vybranými transneptunickými tělesy

## Oběžná dráha
Nejvíce Slunci se 2002 TC302 na své oběžné dráze přiblíží roku 2058, kdy projde svým perihéliem ve vzdálenosti 39,1 astronomické jednotky od Slunce. Patří mezi tělesa rozptýleného disku.
Protože s ohledem na svou dlouhou oběžnou dráhu zůstává těleso na obloze při pohledu ze Země téměř nehybné, ocitá se v opozici vůči Slunci pravidelně na konci října každého roku. V tuto dobu dosahuje jeho zdánlivá hvězdná velikost hodnoty 20,5.

## Rezonance
Podle údajů získaných v rámci projektu Deep Ecliptic Survey se těleso nachází v dráhové rezonanci s Neptunem 2:5, což znamená, že na dva oběhy tělesa připadá pět oběhů Neptunu.
| Statické zobrazení Statické zobrazení pohybu tělesa 2002 TC302 vzhledem k nehybnému Neptunu | Animace Pohyb tělesa 2002 TC302 v rezonanci 2:5 (červená) a Pluta v rezonanci 2:3 (šedá) vzhledem k nehybnému Neptunu |